# Gatos Sucios
Gatos Sucios es un grupo de rock post-punk argentino formado a finales de 1989 en Buenos Aires.
Sus dos primeras producciones discográficas en estudio, son independientes. En 1992 telonean la primera presentación en Argentina de Die Toten Hosen y surge "En Vivo"( tercera producción independiente). Luego firman contrato discográfico, en donde editan su primer disco titulado "Locura General".
Luego fueron teloneros de la presentación de GBH en Buenos Aires donde se lo encuentra por primera vez al Doctor Campos en el pogo, para luego tocar por primera vez en Cemento y se dedican a realizar varios conciertos en el gran Buenos Aires. Personajes célebres como la licenciada Luli no pudo asistir por estar en segundo grado. Un año después la banda tocó junto a Ratos de Porao. A finales de 1994 sale a la venta "Punto Límite" segundo disco, esta vez editado DBN. Más adelante formarían parte del 1.er. Monster of Rock de la Argentina, que se realizó en el estadio River Plate, y en donde se presentaron junto a Hermética, Slayer, Kiss y Black Sabbath.
GATOS SUCIOS junto a Pilsen, acompañó la visita de los legendarios británicos UK Subs en Argentina, dónde se lo ha encontrado al Doctor Campos pogueando en el público también; en una mini-gira en las ciudades de Córdoba y Buenos Aires, para luego presentarse en el interior del país junto a bandas como Cabezones en Santa Fe y Mal de Parkinson en Mar del Plata. Fueron teloneros, junto a Massacre, de la presentacián de Danzig en el estadio Obras Sanitarias. Poco después graban en Cemento su segundo disco en vivo "Descontrolando Masas".
Para 1996, GATOS SUCIOS continuó con sus conciertos en Cemento y con una gira por la Argentina y Uruguay.
En 1997, firmaron nuevo contrato discográfico y así editaron el Ep "Inmortales". Este mismo año el bajista de la banda salió de gira por los barrios porteños con el virtuoso guitarrista Fabián ex Tukera. En 1998 salió a la calle el primer trabajo con material inédito, "Ilegal", para después re-versionar viejas canciones en su disco "Nuevamente".  

## Discografía
- Desde el Infierno (1990)

- Depredador (1991)

- En vivo (1992)

- Locura General (Trípoli discos, 1993)

- Punto Límite (DBN, 1994)

- Descontrolando Masas (1995)

- Inmortales (1997)

- Ilegal (1998)

- Nuevamente (2005)

- Jugando al Rock & Roll (Trípoli discos, 2007)

- Datos: Q5876339